# Cinquième As
Albums de MC Solaar
Le tour de la question
(1998) Mach 6
(2003)
Singles
1. Solaar pleure
Sortie : 16 janvier 2001
2. Hasta la vista
Sortie : 22 mai 2001
3. RMI
Sortie : 30 octobre 2001
4. La Belle et le Bad Boy
Sortie : 22 janvier 2002
5. La la la, la*
Sortie : 16 avril 2002

Cinquième As est un album de MC Solaar sorti en 2001. C'est son cinquième album qui sera certifié disque de platine à deux reprises.
MC Solaar dans cet album adopte le style qui ne le quittera plus : rapper sur des airs autres que le hip hop. On retrouve tout de même les textes engagés et travaillés dont il est l'écrivain.
Cet album marque le début de sa collaboration avec sa nouvelle maison de disques.

## Listes des pistes
| Cinquième As | Cinquième As                                           | Cinquième As | Cinquième As | Cinquième As | Cinquième As | Cinquième As | Cinquième As | Cinquième As | Cinquième As |
| No           | Titre                                                  | Durée        |              |              |              |              |              |              |              |
| ------------ | ------------------------------------------------------ | ------------ | ------------ | ------------ | ------------ | ------------ | ------------ | ------------ | ------------ |
| 1.           | Introdiction                                           | 1:53         |              |              |              |              |              |              |              |
| 2.           | Solaar pleure                                          | 4:54         |              |              |              |              |              |              |              |
| 3.           | Lève-Toi Et Rap                                        | 3:34         |              |              |              |              |              |              |              |
| 4.           | Les Colonies                                           | 4:01         |              |              |              |              |              |              |              |
| 5.           | Hasta la vista (Intro)                                 | 0:14         |              |              |              |              |              |              |              |
| 6.           | Hasta la vista                                         | 3:21         |              |              |              |              |              |              |              |
| 7.           | La Belle et le Bad Boy                                 | 3:12         |              |              |              |              |              |              |              |
| 8.           | La La La, La                                           | 3:55         |              |              |              |              |              |              |              |
| 9.           | Arkansas                                               | 1:38         |              |              |              |              |              |              |              |
| 10.          | Baby Love                                              | 4:10         |              |              |              |              |              |              |              |
| 11.          | Dégâts collatéraux                                     | 4:02         |              |              |              |              |              |              |              |
| 12.          | RMI                                                    | 4:20         |              |              |              |              |              |              |              |
| 13.          | C'est ça que les gens veulent (Featuring 9Respect)     | 3:58         |              |              |              |              |              |              |              |
| 14.          | L'aigle ne chasse pas les mouches                      | 3:11         |              |              |              |              |              |              |              |
| 15.          | Hiphopaloorap (Featuring Don Xeré Delavega)            | 1:45         |              |              |              |              |              |              |              |
| 16.          | Le Cinquième as                                        | 3:50         |              |              |              |              |              |              |              |
| 17.          | Playmate                                               | 2:58         |              |              |              |              |              |              |              |
| 18.          | L'Homme qui voulait 3 milliards (Featuring Bambi Cruz) | 3:03         |              |              |              |              |              |              |              |
| 19.          | Si je meurs ce soir (Featuring Black Jack)             | 9:46         |              |              |              |              |              |              |              |
| 1:07:45      |                                                        |              |              |              |              |              |              |              |              |

Il est écrit dans le livret  de l'album que Si je meurs ce soir dure 4 min 02 s mais la piste dure 9 min 46 s. La différence est simplement due au fait que la chanson Si je meurs ce soir finit effectivement à 4 min 02 s puis s'ensuit un blanc sonore jusqu'à 6 min 10 s et finalement la chanson   Samedi soir jusqu'à 9 min 46 s.

## Magnum 567
Lors de la réédition des trois albums Cinquième as, Mach 6 et Chapitre 7 dans la compilation Magnum 567, les chansons La la la la, C'est ça que les gens veulent, Hiphopaloorap, L'Homme qui voulait 3 milliards sont supprimées, les chansons Si je meurs ce soir et Samedi soir sont séparées en deux pistes distinctes et les chansons Hasta la vista mi amor (Intro), Hasta la vista mi amor et la version symphonique de  Solaar pleure sont ajoutées.
1. Introdiction
2. Solaar pleure
3. Lève-toi et rap
4. Les colonies
5. Hasta la vista mi amor (Intro)
6. Hasta la vista mi amor
7. La Belle et le Bad Boy
8. Arkansas
9. Le Cinquième as
10. Baby Love
11. Dégâts collatéraux
12. RMI
13. L'aigle ne chasse pas les mouches
14. Playmate
15. Si je meurs ce soir
16. Solaar pleure (Version symphonique)
17. Hasta la vista (Intro)
18. Hasta la vista
19. Samedi soir

## Certification
| Région   | Certification | Ventes/Streams |
| -------- | ------------- | -------------- |
| France   | 2 × Platine   | 600 000        |
| Belgique | Or            | 25 000         |
| Suisse   | Or            | 20 000         |

## Classements
| Classement                   | Meilleure position |
| ---------------------------- | ------------------ |
| France (SNEP)                | 2                  |
| Belgique (Wallonie Ultratop) | 2                  |
| Suisse (Schweizer Hitparade) | 5                  |
| Allemagne (Media Control AG) | 98                 |